# Seznam švedskih botanikov
Seznam švedskih botanikov.

## A
- Carl Adolph Agardh (1785-1859)
- Jacob Georg Agardh (1813-1901)

## C
- Astrid Cleve (1875-1968)

## D
- Jonas Carlsson Dryander (1748-1810)

## E
- Jakob Eriksson (1848–1931)

## F
- Elias Magnus Fries (1794-1878)

## K
- Pehr Kalm (1716-1779)

## L
- Albert Levan (1905-1998)
- Carl von Linné (1707-1778)

## R
- Olaus Rudbeckius mlajši (Olof Olai Rudbeck, 1660-1740)

## S
- Daniel Solander (1733-1782)